# 出勤卡
出勤卡，是一種用於記錄工人上下班的紙卡。

## 使用
最初開發的雇主，以確定工資，工時不只是工資。工時單記錄任務的開始和結束時間，或者僅僅持續時間。完成整個項目或計劃的任務，它可能包含了詳細的劃分。這些信息可以用於工資，客戶帳單，並越來越多地用於項目的成本，估計，跟踪和管理。
有些公司提供的基於Web的時間表軟件或服務提供的方式來追踪時間工資，計費和項目管理。時間表在項目管理環境的主要用途之一是計劃成本與實際成本進行比較，作為衡量員工表現，並找出問題的任務。這方面的知識，可以推動企業戰略，因為用戶停止執行或重新分配無利可圖的工作。